# 克靈瑙水庫
47°35′N 8°14′E / 47.583°N 8.233°E

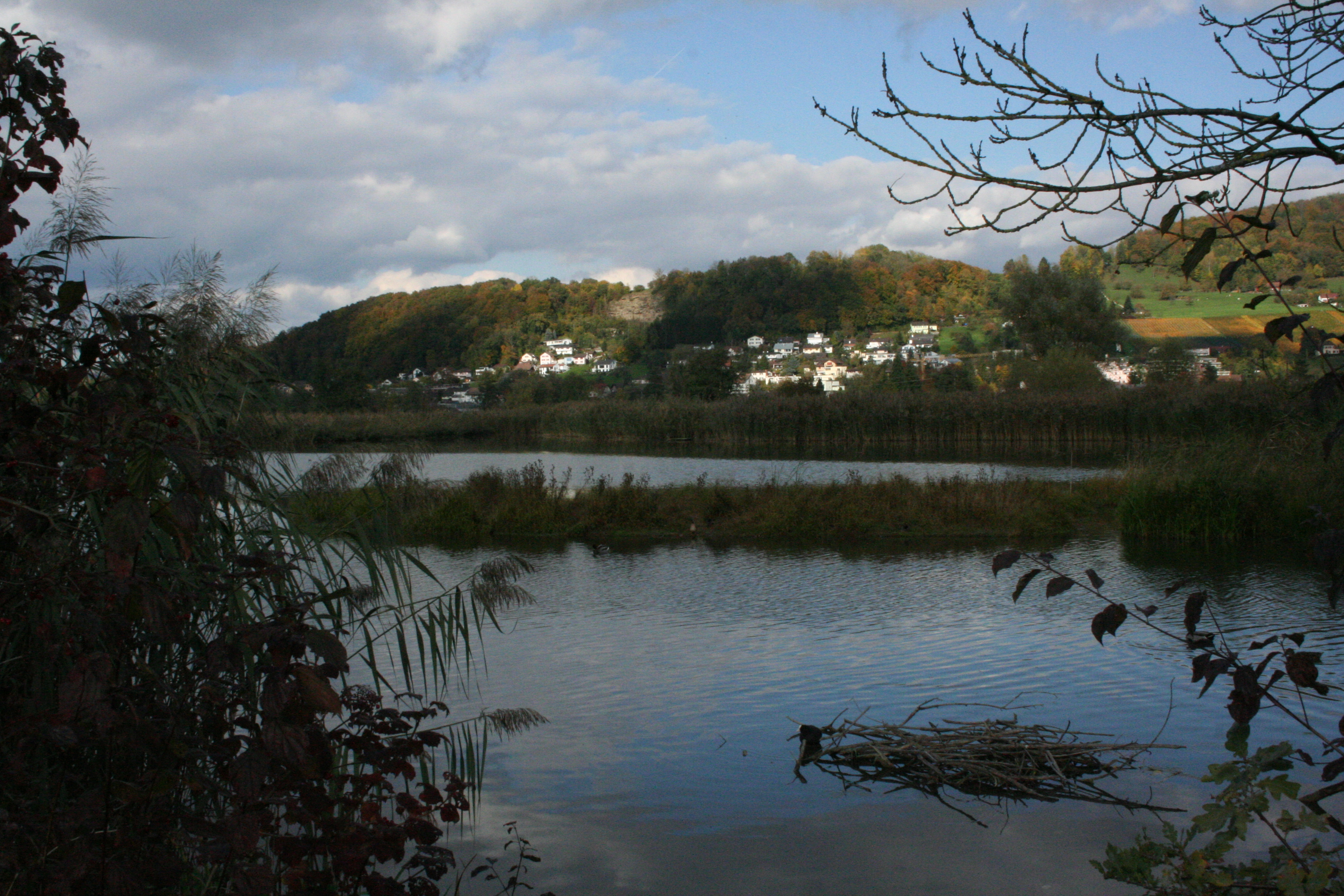

克靈瑙水庫是瑞士的水庫，位於該國北部阿爾高州，長3公里、寬0.5公里，面積1.16平方公里，海拔高度318米，最大水深8.5米，湖中有1座島嶼。

## 外部連結
- http://www.klingnauerstausee.ch （页面存档备份，存于）